# Mikoyan-Gurevich I-320
Mikoyan-Gurevich I-320 là một mẫu máy bay chiến đấu thử nghiệm của Liên Xô sau khi kết thúc chiến tranh thế giới II. Nó có 2 động cơ phản lực, 2 chỗ và được thiết kế lắp đặt đặc biệt.

## Lịch sử
Với yêu cầu về một máy bay chiến đấu 2 động cơ bay trong mọi thời tiết, nó được trình bày vào tháng 1 năm 1948, Phòng thiết kế MiG đề nghị mẫu Sản xuất R, với 2 ghế đặt cạnh nhau, cánh quét và 2 động cơ được đặt trên một trục dọc theo thân, một chiếc ở đuôi và một ở bụng. Một sự cạnh tranh từ các phòng thiết kế Lavochkin và Yakovlev - cả ba đối thủ đều được giao phát triển 3 mẫu khác nhau - máy bay chiến đấu MiG được chỉ định là I-320. Khe vào không khí được đặt ở đầu mũi cung cấp cho máy bay một khoang rỗng trước máy nén động cơ, động cơ này được lắp dưới thân và có một ống dẫn quay tới động cơ thứ 2 được lắp ở phía sau, cung cấp lực đẩy ở ống phụt ở đuôi.

Vũ khí gồm có 2 pháo Nudelman N-37 37 mm, mẫu đầu tiên R-1, bay lần đầu vào 16 tháng 4-1949, được lắp 2 động cơ Klimov RD-45F lực đẩy 2.270 kg, trong khi R-2 và R-3 được lắp động cơ lực đẩy 2.700 Klimov VK-1. Động cơ VK-1 là mẫu có thể cung cấp công suất cất cánh và tuần tra vượt trên mọi loại động cơ cùng thời, và I-320 đầu tiên được thử nghiệm với ra-đa Toрый-A (Thori-A). Ra-đa ăng-ten đơn này về cơ bản giống ra-đa cải tiến Kopшун (Diều) được lắp trên I-320 trong các chuyến bay thử nghiệm suốt tháng 7/tháng 8-1951 sau đó việc phát triển I-320 bị ngừng lại.

## Thông số kỹ thuật (I-320 R-2)

### Đặc điểm riêng
- Phi đoàn: 2
- Chiều dài: 15.77 m
- Sải cánh: 14.20 m
- Chiều cao: 14.5 m
- Diện tích cánh: 41.20 m2
- Trọng lượng rỗng: N/A
- Trọng lượng cất cánh: 12.095 kg
- Động cơ: 2x Klimov VK-1 lực đẩy 2.700 kg

### Hiệu suất bay
- Vận tốc cực đại: 1.090 km/h
- Tầm bay: 1.205 km

### Vũ khí
- 2x pháo Nudelman N-37 37 mm

## Nội dung liên quan
MiG I-270 - MiG I-320 - MiG I-350 - MiG I-360 - MiG SN - MiG I-370 - MiG Ye-2